# Карим, Абдикадыр
Абдикадыр Карим  (каз. Әбдіқадыр Кәрім; 1 июня 1953, Рабат (Южно-Казахстанская область, Казахская ССР) — казахский юрист, работник правоохранительных органов, Государственный советник по вопросам правосудия III класса, генерал-майор юстиции (1996).

## Биография
В 1974 году окончил Ташкентский государственный университет.
В 1974-1987 годах работал следователем в районной прокуратуре г. Чимкента. Позже, старший следователь прокуратуры Чимкентской области, заместитель прокурора Энбекшинского района города Чимкента, инструктор отдела административных учреждений Чимкентского областного комитета Компартии Казахстана, первый заместитель прокурора Чимкентской области.
В 1987 - 2001 годах — помощник прокурора, старший помощник, прокурор Дзержинского района Шымкента, прокурор Жамбылской области, прокуратур Южно-Казахстанской области.
Заведующий отделом Департамента государственной расследований Жамбылской области, Алматинской области, Департамента Следственного комитета при Министерстве внутренних дел Республики Казахстан (в резерве ).
Начальник Управления Генеральной прокуратуры по надзору за законностью судебных актов и гражданских и судебных актов по гражданским и экономическим вопросам, прокурор Мангистауской области.
Заместитель генерального прокурора Республики Казахстан — главный военный прокурор. Служил прокурором Алматы.
С 2002 года работал прокурором Западно-Казахстанской области,  затем — прокурором Жамбылской области, в 2009 году — прокурором Костанайской области.

## Награды
- Медаль «10 лет независимости Республики Казахстан»,
- Медаль «10 лет Вооружённых сил Республики Казахстан».